# Вулиця Медвецького
Вулиця Медвецького (в деяких джерелах — вулиця Медведецького) — вулиця у Франківському районі міста Львова, місцевість Богданівка. Сполучає вулицю Сулими та Терлецького. В кінці вулиці можна сходами підійнятися до вулиці Любінської.

## Історія та забудова
Вулиця виникла на початку XX століття в межах підміського селища Богданівка та у 1928 році отримала назву Орлина. Під час німецької окупації, з 1943 року по липень 1944 року мала назву Словацкіґассе, на честь польського письменника Юліуша Словацького. Після війни на деякий час вулиці повернули довоєнну назву, а у 1950 році перейменували на вулицю Колківську. Сучасну назву вулиця отримала у 1993 році, на честь львівського вченого-геолога Юліана Медвецького, першого ректора Політехнічної школи.
Забудова вулиці являє собою суміш різних епох. Тут є одно- та двоповерхові конструктивістські будинки 1930-х років, барачна забудова 1950-х років, сучасні приватні садиби 2000-х років. Будинки № 6 та № 8 — унікальні для Львова представники одноповерхової барачної забудови початку 1950-х років. У будинку № 17 у 1950-х роках розташовувалася початкова школа № 60 із російською мовою викладання.